# 普卡基卡山 (聖托馬斯區)
14°47′42″S 72°16′48″W / 14.79500°S 72.28000°W
普卡基卡山（Puka Puka），是秘魯的山峰，位於該國南部庫斯科大區，由瓊比維卡省的聖托馬斯區負責管轄，屬於萬索山脈的一部分，海拔高度5,100米。